# 石鎚山サービスエリア
石鎚山サービスエリア（いしづちさんサービスエリア）は、愛媛県西条市小松町新屋敷乙にある、松山自動車道のサービスエリアである。

## 概要
石鎚山ハイウェイオアシス（道の駅小松オアシス）を併設する。ハイウェイオアシスは高速道路と一般道から相互利用できるようになっている。また、ハイウェイオアシス内には温泉施設「椿交流館 椿温泉こまつ」がある。
当サービスエリアの下り線施設には、一般道からも利用できるウェルカムゲートがある。

## 施設
上下線とも伊予鉄商事（旧・伊予鉄会館）による運営である。

### 上り線（川之江・高松・徳島・高知方面）
- 駐車場[2]
  - 大型 20台
  - 小型 76台
  - 二輪 8台
  - トレーラー 2台
  - 車椅子用 2台
- トイレ[2]
  - 男性 大4（和式1、洋式3）、小8[3]
  - 女性 18（和式4、洋式14）[3]
  - 車椅子用 1
  - ファミリートイレ  1

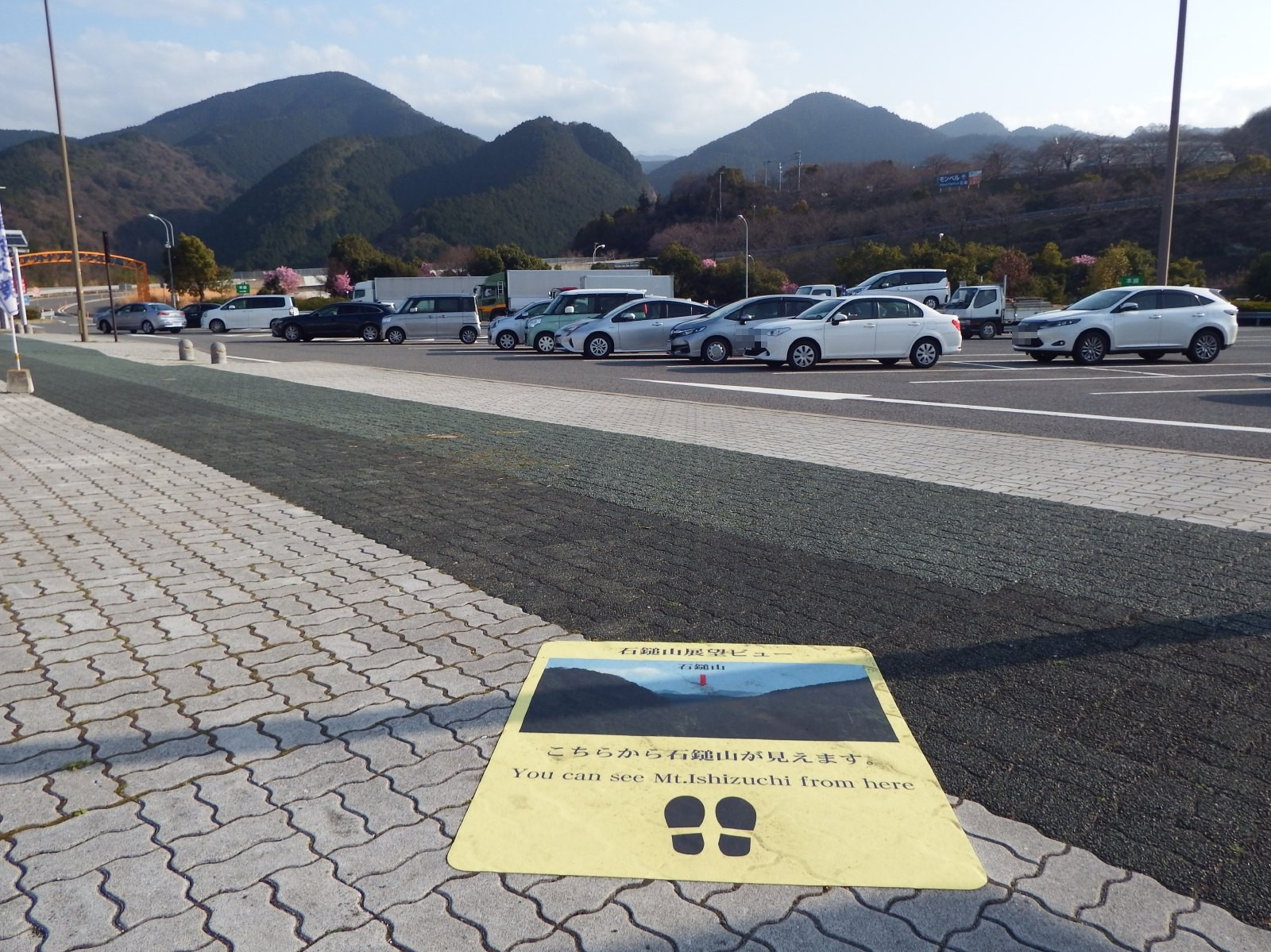
石鎚山展望ビュー

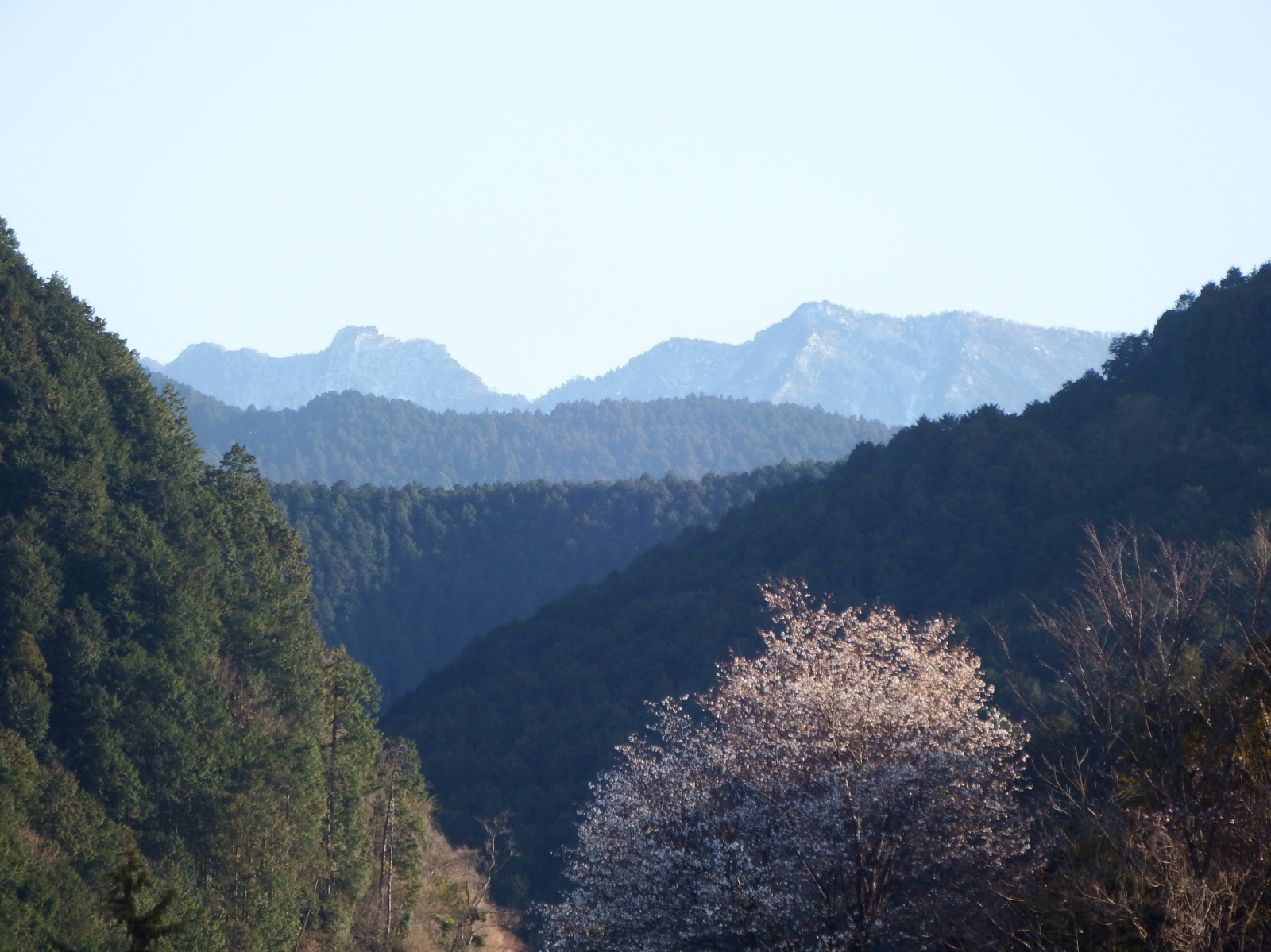
石鎚山展望ビューからの石鎚山

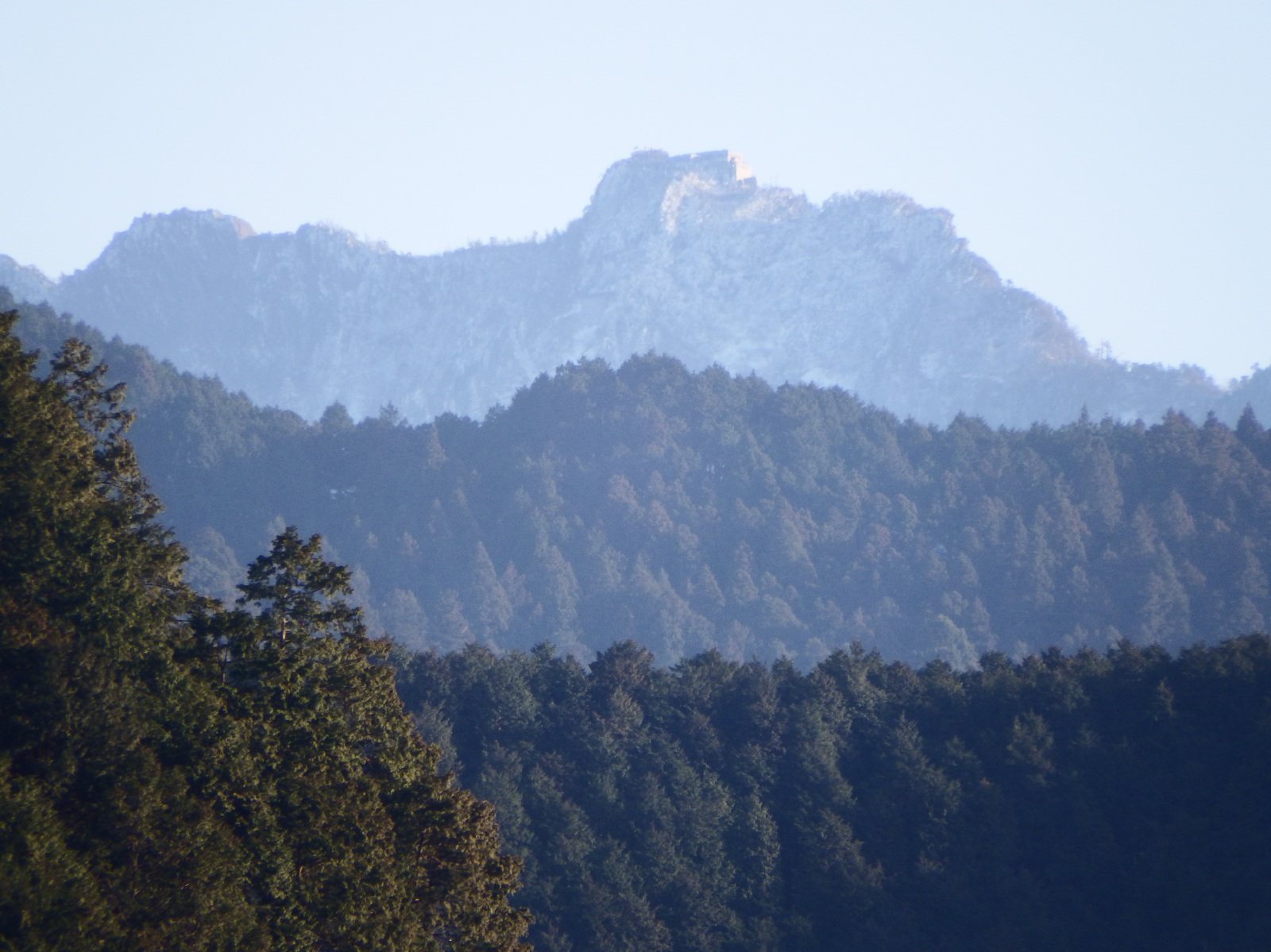
石鎚山弥山

- ガソリンスタンド（太陽石油(太陽石油販売)、7:00 - 22:00[2]、セルフ式[4]）
  - 2021年（令和3年）2月17日以降はセルフ式スタンドとして営業している。
- 給電スタンド（24時間、ハイウェイオアシスに設置）[2]
- スナック[2]
  - まどんな庵（24時間）
  - 東雲（10:00 - 21:00）
  - ファーストフードコーナー（（平日10:00 - 19:00 / 土日祝10:00 - 21:00））
- ベーカリーキャメリア（7:00 - 19:00）[2]
- ハイウェイマルシェ（9:00 - 18:00）[2]
- ジェラート「ishizuchi」（10:00 - 19:00）[2]
- 愛媛味紀行（10:00 - 19:00）[2]
- ショッピング（24時間）[2]
- 自動販売機
- インフォメーション・FAXサービス（平日9:00 - 17:00 / 土日祝9:00 - 18:00）[2]
- ベビールーム（24時間）[2]
- ドッグラン（24時間）[2]
- 石鎚山展望ビュー：この施設から石鎚山が見える。

### 下り線（松山・宇和島方面）
- 駐車場[1]
  - 大型 19台
  - 小型 76台
  - 二輪 8台
  - トレーラー 2台
  - 車椅子用 2台
- トイレ[1]
  - 男性 大4（和式1、洋式3）、小8[3]
  - 女性 18（和式4、洋式14）[3]
  - 車椅子用 1
  - ファミリートイレ  1
- ガソリンスタンド（太陽石油(太陽石油販売)、7:00 - 22:00[1]、セルフ式[4]）[5]
  - 2021年（令和3年）2月17日以降はセルフ式スタンドとして営業している。
- 給電スタンド（24時間、ハイウェイオアシスに設置）
- レストランORANGE（11:00 - 20:00）[1]
- スナック（24時間）[1]
- ハイウェイマルシェ（9:00 - 18:00）[1]
- ショッピング（24時間）[1]
- 自動販売機
- インフォメーション・FAXサービス（平日9:00 - 17:00 / 土日祝8:00 - 17:00）[1]
- ベビールーム（24時間）[1]
- ウェルカムゲート（24時間、駐車場 14台）[1]
  - サイクルオアシス（24時間）[6]

## バスストップ
上下線とも本線から当サービスエリア入口付近にバスストップがあり、以下のツアーバスが停車していたが、2013年（平成25年）8月1日の新高速乗合バスへの移行により廃止された。
当バスストップの開設以来、高速バスは停車したことがない。
- コトバスエクスプレス（新日本ツーリスト） : 横浜・東京・東京ディズニーランド行き
- コトバスエクスプレス（新日本ツーリスト） : 四日市・名古屋行き

## 隣
E11 松山自動車道
(10) いよ西条IC - 石鎚山SA - (11) いよ小松JCT/IC